# Монтегранаро
Монтеграна̀ро (на италиански: Montegranaro, на местен диалект Montegranà, Монтеграна) е град и община в Централна Италия, провинция Фермо, регион Марке. Разположен е на 279 m надморска височина. Населението на общината е 13 417 души (към 2011 г.).
До 2004 г. общината е част от провинция Асколи Пичено, когато участва в новата провинция Фермо.